# Sant Sebastià de Serdinyà
Sant Sebastià de Serdinyà és una capella del poble de Serdinyà, a la comuna del mateix nom, de la comarca del Conflent, a la Catalunya del Nord.
La capella és ran de carretera a l'extrem de ponent del barri del Solà de Serdinyà. És una capella petita, d'una sola nau, sense absis diferenciat de la nau, que està encarada de sud a nord.